# 幡ヶ谷村
幡ヶ谷村（はたがやむら）はかつて東京府南豊島郡にあった村。
1889年の町村制の施行により代々木村と合併して代々幡村となり、その後単独町制し代々幡町となったのち、1932年に東京市に編入され、渋谷区の一部となった。現在の東京都渋谷区の最北部にあたる。
詳細は幡ヶ谷を参照。
現在も町名で「幡ヶ谷」があるほか、土地の名刹「荘厳寺」（本町二丁目に所在）の「幡ヶ谷不動尊」にその名をとどめている。

## 関連文献
- 「幡ヶ谷村」『新編武蔵風土記稿』 巻ノ11豊島郡ノ3、内務省地理局、1884年6月。NDLJP:763977/8。

| スタブアイコン | サブスタブ | この項目は、まだ閲覧者の調べものの参照としては役立たない、東京都に関連した書きかけの項目です。この項目を加筆・訂正などしてくださる協力者を求めています（P:日本の都道府県/東京都）。 |